# Škrabče
Škrabče izgovarjava [ˈʃkɾaːptʃɛ]) so razloženo naselje v Občini Bloke na Notranjskem. Naselje statistično spada v Primorsko-notranjsko statistično regijo. Vas se nahaja severozahodno od Nove vasi.